# Diecézní charita ostravsko-opavská
Diecézní charita ostravsko-opavská (DCHOO) je nestátní nezisková organizace zřízená 1. 1. 1997 biskupstvím ostravsko-opavským jako účelové zařízení s vlastní právní subjektivitou. Je součástí celorepublikové charitní sítě v čele s Charitou Česká republika. 
Na území Moravskoslezského kraje a v části Jesenicka sdružuje 18 oblastních Charit, na Ostravsku poskytuje sociální služby a podporované bydlení, poskytuje humanitární pomoc a rozvojovou spolupráci na Ukrajině a v Moldavsku, organizuje Tříkrálovou sbírku. V regionu patří mezi největší poskytovatele zdravotních a sociálních služeb.

## Poslání
Pomoc lidem, kteří se ocitli v sociální, materiální, zdravotní, duševní, duchovní nebo jiné nouzi s respektem k jejich vyznání, rase nebo národnosti dle přikázání křesťanské lásky k bližnímu v nouzi.

## Činnost

#### Řídící a metodická činnost
Diecézní charita ostravsko-opavská je nadřízeným orgánem 18 oblastním Charitám, které působí v Moravskoslezském kraji a v části Jesenicka (tj. území ostravsko-opavské diecéze). Vykonává vůči nim řídící, metodickou, kontrolní a poradní činnost. Zastupuje jejich zájmy v kraji a propojuje charitní práci na celostátní a lokální úrovni. Organizuje odborná kolegia, na kterých sdílí zkušenosti a praxi s ostatními kolegy. 

#### Sociální služby na Ostravsku
Na území města Ostravy poskytuje sociální služby:
- dětem a mládeži v nízkoprahových klubech,
- lidem v krizi nabízí odbornou radu v sociálně-dluhových poradnách,
- ohroženým rodinám poskytuje služby sociální aktivizace a sociální rehabilitace (také pro jednotlivce),
- v sociálně vyloučených městských lokalitách podporuje obyvatele prostřednictvím komunitní práce.[3]

#### Podporované bydlení
Lidem, kteří mají ztížený přístup k bydlení způsobený nepříznivou sociální situací nabízí podporované bydlení v Ostravě-Kunčičkách v domě Na Rampě a v Ostravě-Muglinově ve Vesničce soužití.

#### Zahraniční pomoc
Prostřednictvím Střediska humanitární pomoci a rozvojové spolupráce podporuje potřebné na Ukrajině a v Moldavsku.

#### Ostatní
Zřizuje dva podniky, které jsou jejími dceřinými společnostmi:
- UNITA s r. o. – výrobna lázeňských oplatek a hostií.
- Melivita – dodavatel cateringu a výrobna zdravých svačin do škol. Zaměstnává lidi se zdravotním omezením.

## Historie

#### Ředitelé
- Mgr. et Mgr. Lukáš Curylo (od 4/2007 do současnosti)
- Mgr. Michal Krawiec (4/2006 – 3/2007)
- Ing. Jiří Hořínek (1/1997 – 4/2006)

#### Prezidenti
- P. ThLic. Jan Larisch, Th.D. (2/2012 do současnosti)
- P. JUDr. ThLic. Pavel Forgač (10/2001 – 12/2011)
- P. Petr Eliáš (7/1997 – 9/2001)

## Oblastní Charity
- Charita Bohumín
- Charita Český Těšín
- Charita Frenštát pod Radhoštěm
- Charita Frýdek-Místek
- Charita Hlučín
- Charita Hrabyně
- Charita Jablunkov
- Charita Jeseník
- Charita Kopřivnice
- Charita Krnov
- Charita Nový Jičín
- Charita Odry
- Charita Opava
- Charita Ostrava
- Charita Studénka
- Charita sv. Alexandra
- Charita sv. Martina
- Charita Třinec